# Sibaud Ier de Clermont
Sibaud Ier de Clermont (ou Siboud) est le premier seigneur connu de la maison de Clermont-Tonnerre.

## Vie

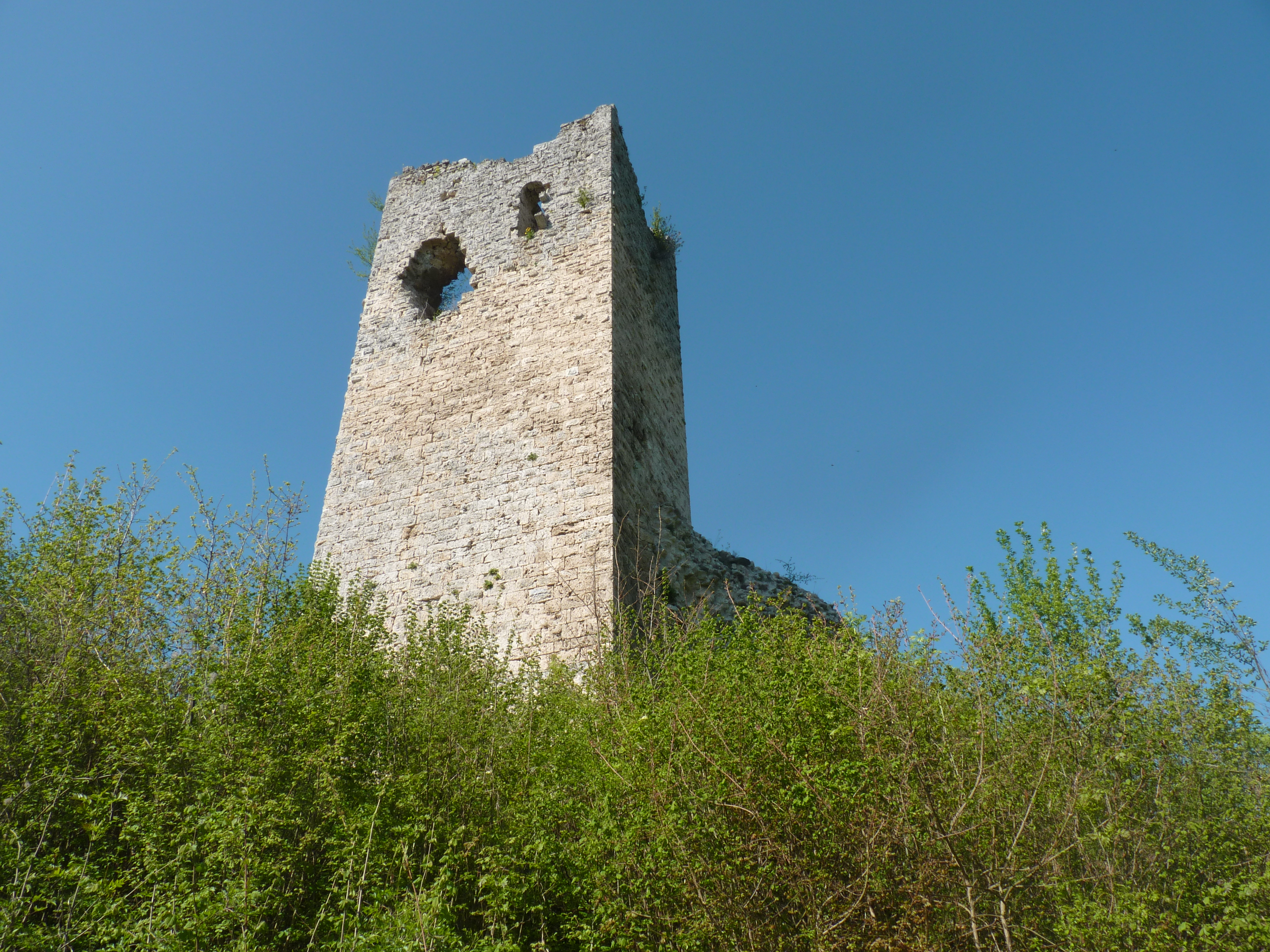
Château Fort des Clermont à Chirens, construit sur ordre de Sibaud Ier

Il naît à la fin du XIe siècle. La date précise est inconnue, mais il est mentionné dans un document de 1080.
C'est lui qui fait construire le premier château des Clermont, à Chirens, au nord de Voiron (Isère actuelle) ; mais il semble qu'il avait domination sur huit châteaux au total (Clermont, Saint-Geoire, Montferrat, Vallières, Recoing, Chabons, Réaumont, Hautefort)
Sa présence semble attestée au traité conclu entre Guy de Bourgogne (futur Calixte II) et son frère (probablement Renaud II de Bourgogne).

## Participation à la première croisade
Il est presque certain qu'il a participé à la première croisade prêchée par Urbain II.

## Mariage et descendance
Il épouse à une date inconnue Adélaïs (ou Adlaïse), de la maison d'Albon, qu'on a parfois (à tort semblerait-il) considérée comme la fille de Guigues III d'Albon. Le couple a au moins un enfant certain, Sibaud II de Clermont.
Son fils Geoffrey n'est mentionné que par François-Alexandre Aubert de la Chesnaye des Bois ; en revanche, Amédée d'Hauterives n'est pas mentionné parmi ses enfants ; pourtant la plupart des sources et des datations s'accordent pourtant pour dire que son fils Amédée de Lausanne était le petit-fils de Sibaud Ier ; implicitement, donc, que son père Amédée était fils de Sibaud Ier (et neveu de Guigues d'Albon par sa mère),.